# Dekanat Siedlce
Dekanat Siedlce – jeden z 25 dekanatów katolickich diecezji siedleckiej, obejmujący obszar miasta Siedlce.

## Parafie
W skład dekanatu wchodzi 10 parafii:
1. Parafia bł. Męczenników Podlaskich w Siedlcach – Siedlce, ul. Ignacego Daszyńskiego 12
2. Parafia Bożego Ciała w Siedlcach – Siedlce, ul. Monte Cassino 36
3. Parafia Ducha Świętego w Siedlcach – Siedlce, ul. Brzeska 37
4. Parafia św. Jana Pawła II w Siedlcach – Siedlce, ul. Rakowiecka
5. Parafia Miłosierdzia Bożego w Siedlcach – Siedlce, ul. Świętej Faustyny Kowalskiej 45
6. Parafia Katedralna Niepokalanego Poczęcia Najświętszej Maryi Panny w Siedlcach (Katedra Siedlecka) – Siedlce, ul. Jana Kochanowskiego 11
7. Parafia św. Józefa w Siedlcach – Siedlce, ul. Sokołowska 124
8. Parafia św. Maksymiliana Kolbego w Siedlcach – Siedlce, ul. Kazimierzowska 128
9. Parafia św. Stanisława Biskupa Męczennika w Siedlcach – Siedlce, ul. Floriańska 3
10. Parafia św. Teresy od Dzieciątka Jezus w Siedlcach – Siedlce, ul. Garwolińska 19

Według danych zgromadzonych przez Kurię Diecezji Siedleckiej dekanat liczy 78598 wiernych.

## Sąsiednie dekanaty
Domanice, Suchożebry, Zbuczyn